# Шапшали

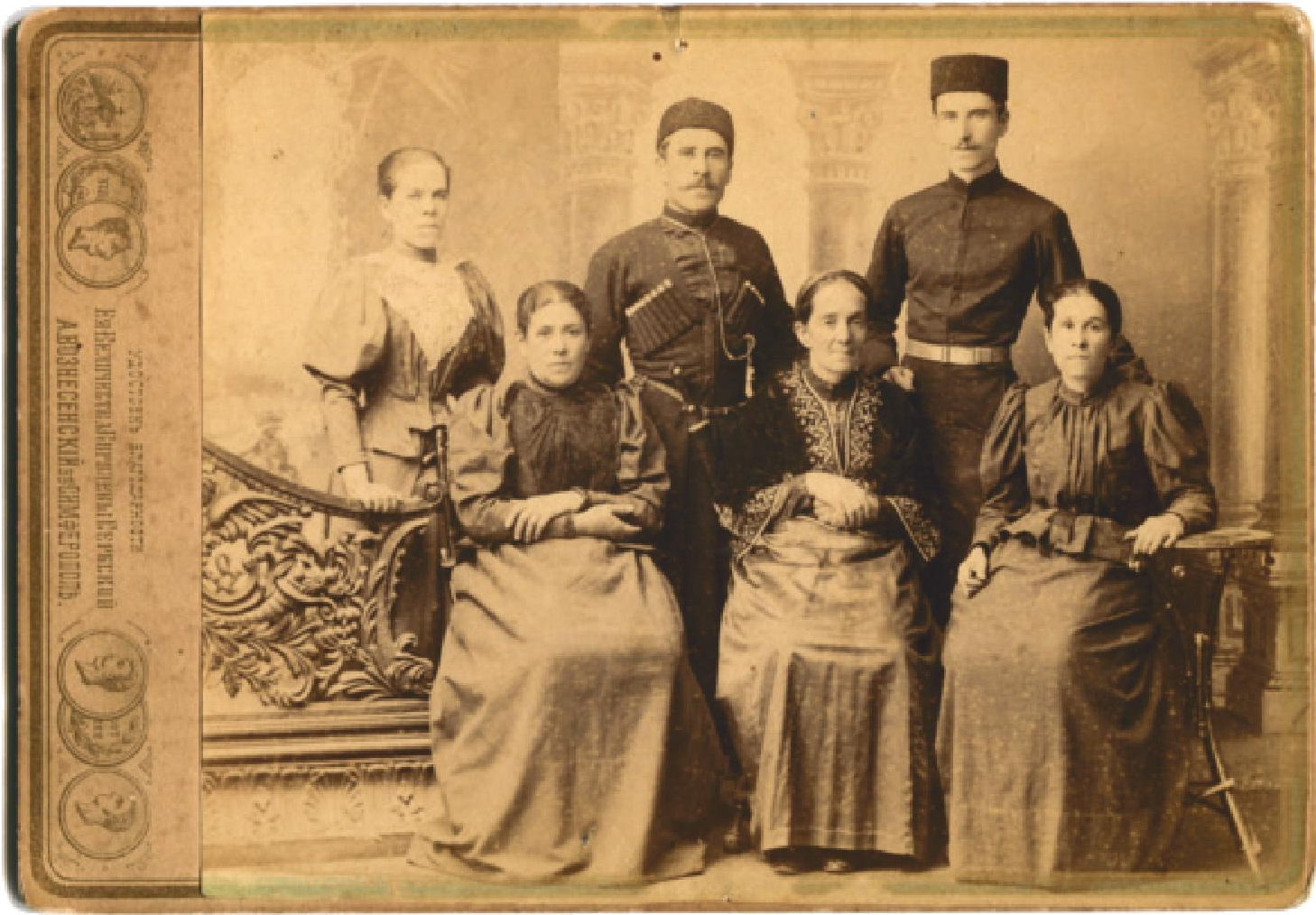
Серая Шапшал з братом та сестрами. Кінець XIX ст. Сімферополь

Шапшали (рос. Шапшалы, пол. Szapszały) — караїмський аристократичний рід, який у квітні 1872 року отримав спадкове почесне громадянство Сімферополя.
Рід відомий меценатською та просвітницькою діяльністю заради примноження й консолідації караїмської громади. Зокрема, представники роду утримували школи та релігійні організації караїмів. Шапшали значною мірою володіли землею, промисловістю, фабриками тощо.
Найвідоміший представник роду караїмський філолог, орієнталіст, мовознавець, пізніше гахам — верховний ієрарх, голова караїмських релігійних товариств Серая Шапшал.

## Історія

### Походження
Шапшал (або парнас) або габай — це голова спільноти, її адміністративна посада, яка затверджена Російською імперією. У зв'язку з необхідністю легалізацією торгового промислу в 1860-х роках — караїми почали отримувати свої прізвища. В 1870-1880-х роках караїмські прізвища стали узаконені, у тому числі й прізвище Шапшал.

### Громадська та меценатська діяльність
Більшість Шапшалів здійснювали меценатську підтримку караїмської громади. Вони опікувались культурною, релігійною, благодійною сферами впродовж XIX — початку XX століть. Окремі представники родини долучились до національно-культурних процесів та брали участь у суспільно-політичному житті Російської революції, пізніше — Української революції 1917 — 1920-х років.
Після вимушеної еміграції частина представників роду Шапшалів оселилась в Болгарії, Литві, Великій Британії та інших державах продовжуючи релігійну та громадську та наукову діяльність. Окрім того, діяльність громадського розвитку поширювалась і на міжвоєнну Польщу. Зокрема, галицьких громад караїмів у Луцьку та Галичі.

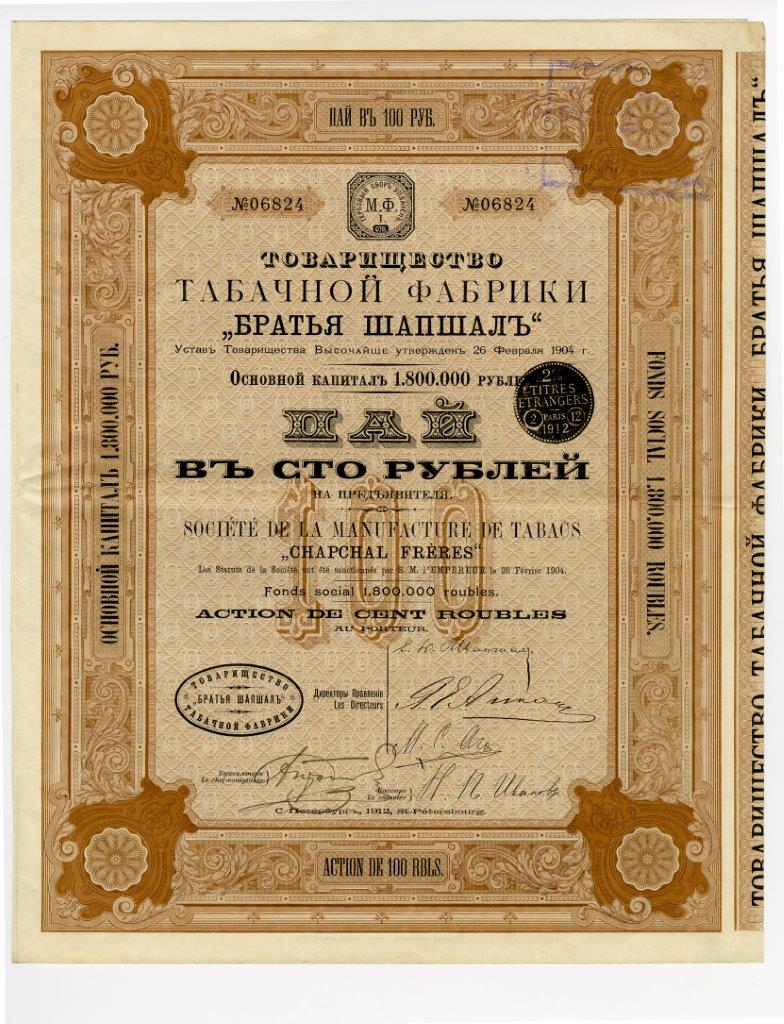
Пай товариства «Товарищество табачной фабрики „Братья Шапшал“», 1912 рік

### Статки
Представники Шапшалів Санкт-Петербургу володіли великим підприємством з тютюнових виробів «Братья Шапшал». Фірма заснована 1873 року Юфудою Шапшалом з братами, коли він переїхав до Санкт-Петербурга з Києва. У 1897 році вона виготовила 366 млн 11 тисяч штук цигарників та 1 млн 348 тис. 37 фунтів цигарничого табаку. Підприємство надавало роботу для 1500 осіб. В травні 1902 року, після смерті Юфуди Шапшала компанія передана його дружині, дітям, та зятю. 6 березня 1904 року відділ торгівлі Міністерства фінансів заснував товариство на паях «Товарищество табачной фабрики „Братья Шапшал“». Частина родини Шапшалів увійшла до співзасновників.
Після Російської революції 1917 року компанію націоналізували та вона стала відомою під назвою «4-я Государственная табачная фабрика Шапшал», її також називали «Красная табачница» до 1924 року.

## Родини

### Шапшали Бахчисарая
Непронумерований список караїмів-мешканців старшого газану Юфуда Узуна кінця XIX століття містить на першому місті родину спадкових почесних громадян Шапшалів. Голова родина є вдова Моше Шапшала. Разом з нею проживала син ріббі Моше Шапшала, його дружина Султан, Юфуда Шапшал та його дружина Рахелья й донька Беруха. Окрім того, неодружені ріббі Аарон Шапшал та Азарья Шапшал, Тотеке Шапшал.
Інші бахчисарайські Шапшали вказані у 2-й гільдії купців 1880 року. Першою йде родина Авраама, сина рібі Моше Шапшала з дружиною Акбіке та доньками Алтин, Тотеке, Батшеви, Сари та сина Шеломо.

### Шапшали Санкт-Петербурга

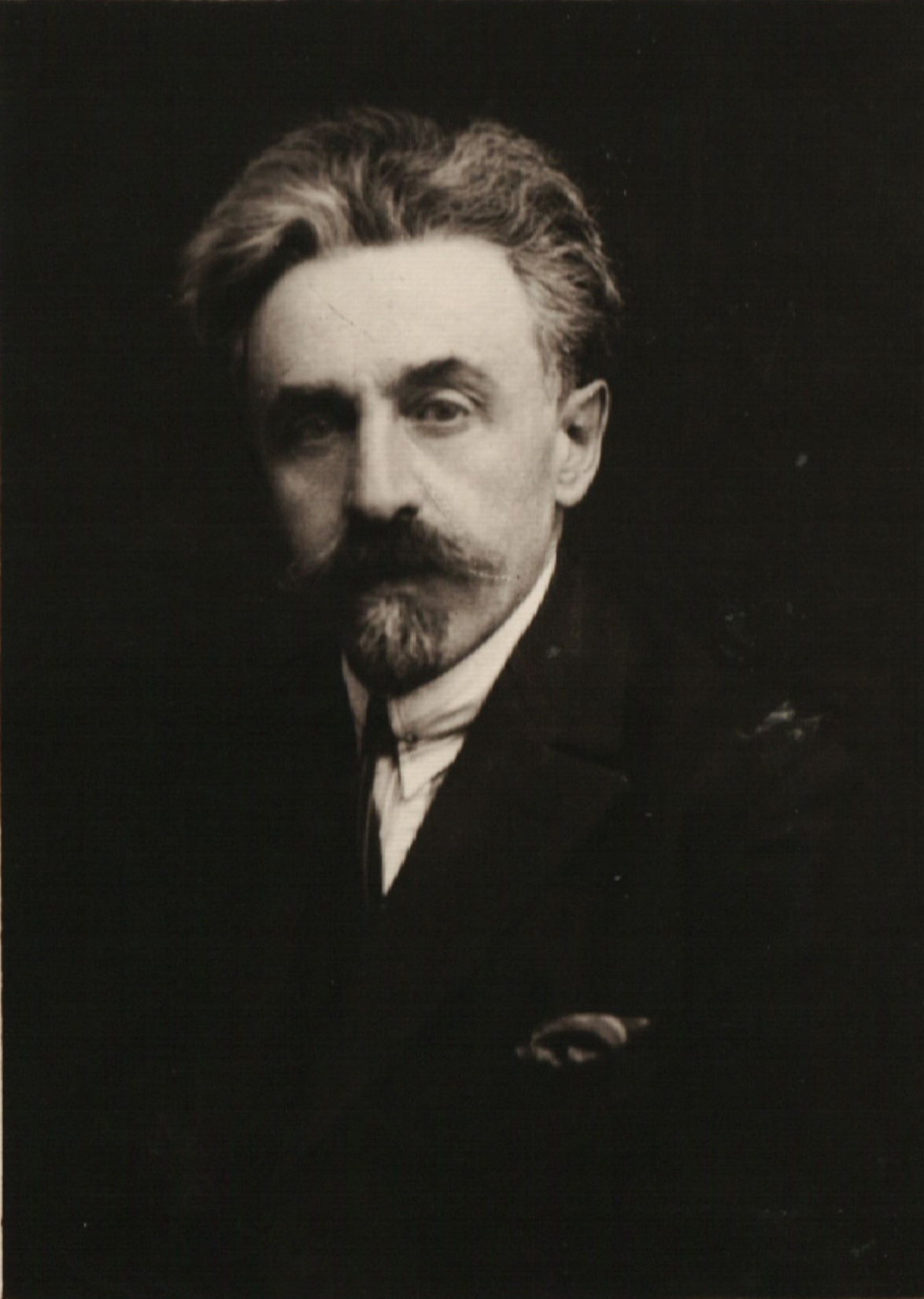
, 1936 рік

Список караїмів Петербурга від 1879 року містить декілька родин Шапшалів. Севастопольська міщанка Аджикей, дружина Моше Шапшала. Петербурзький купець Авраам Шапшал з дружиною Мамук. Купець Юфуда Шапшал з дружиною Бікенеш та дітьми Моше, Ефраїмом, Аджикей та Іллею. Севастопольський міщанин Самуїл Шапшал та його дружина Бікенеш з донькою Нахаму та дітьми Моше, Нахаму, Ісаак, Ілля, Сара. Проживав у Петербурзі також гвардійський рядовий Мордехай та бахчисарайський міщанин Сімха.

### Шапшали Сімферополя
Родина спадкового почесного громадянина Мордехая Шапшала в списку караїмів Сімферополя старшого газана Іллі Сінані від 15 квітня 1880 року розміщена під № 27 та складається з восьми осіб: Мордехая Шапшала, його синів Берахі, Моше, Шеломо, Серая та доньок Тотеке, Беїм, Батшеви. На той час Моше був солдатом у Севастополі, а Серая мешкав в Бахчисараї.

### Шапшали Одеси
У 1879—1880 роках в Одесі мешкала родина спадкового почесного громадянина Ісаака Шапшала з дружиною Гохер, разом з синами Яковом, Моше та доньками Естер.

### Шапшали в інших містах
У Херсоні проживали бахчисарайські діти купців Моше Аврамович та Юфуда Аврамович Шапшали. В Полтаві мешкав спадковий почесний громадянин Еліягу Шашпал. У Феодосії 1879 року проживає міщанська родина Моше Гамала, який одружився з донькою севастопольського купця 1-ї гільдії Моше Шапшала та мала дітей Анну, Шеломо та Сару. В Катеринославі проживала Ханиш Шапшала з бахчисарайської родини Мордехая Шапшала.

## Спадщина
У 1930-1940-их роках каган Серая Шапшал зібрав колекцію пам'ятників караїмської писемності та предметів побуту, твори прикладного мистецтва, зброї та документів. Шапшал також ініціював створення музею караоке в Тракай. Завдяки діяльності гахана караїмська тематика у Литві та Польщі стала однією з привілейованих, а «тюрксько-хозарська» теорія активно популяризована Шапшалом врятувала від переслідування та винищення нацистами караїмів під час Другої світової війни. Представники роду Шапшалів також зробили внесок у розвиток болгарського мовознавства тощо.
20 травня караїми святкують національне свято «Дні Шапшала». Внесок Шапшалів в питанні культурного самовизначення караїмів є значним серед всіх представників караїмського народу.